# Manila Flamini
Manila Flamini (Velletri, 18 de septiembre de 1987) es una deportista italiana que compite en natación sincronizada.
Ganó cuatro medallas en el Campeonato Mundial de Natación entre los años 2015 y 2019, y trece medallas en el Campeonato Europeo de Natación entre los años 2006 y 2018.

## Palmarés internacional
| Campeonato Mundial | Campeonato Mundial       | Campeonato Mundial | Campeonato Mundial |
| Año                | Lugar                    | Medalla            | Prueba             |
| ------------------ | ------------------------ | ------------------ | ------------------ |
| 2015               | Kazán (Rusia)            | Medalla de bronce  | Dúo técnico mixto  |
| 2017               | Budapest (Hungría)       | Medalla de oro     | Dúo técnico mixto  |
| 2019               | Gwangju (Corea del Sur)  | Medalla de plata   | Dúo técnico mixto  |
| 2019               | Gwangju (Corea del Sur)  | Medalla de plata   | Dúo libre mixto    |
| Campeonato Europeo |                          |                    |                    |
| Año                | Lugar                    | Medalla            | Prueba             |
| 2006               | Budapest (Hungría)       | Medalla de bronce  | Equipo             |
| 2006               | Budapest (Hungría)       | Medalla de bronce  | Combinación libre  |
| 2008               | Eindhoven (Países Bajos) | Medalla de plata   | Equipo             |
| 2008               | Eindhoven (Países Bajos) | Medalla de plata   | Combinación libre  |
| 2012               | Eindhoven (Países Bajos) | Medalla de bronce  | Equipo             |
| 2012               | Eindhoven (Países Bajos) | Medalla de bronce  | Combinación libre  |
| 2014               | Berlín (Alemania)        | Medalla de bronce  | Combinación libre  |
| 2016               | Londres (Reino Unido)    | Medalla de plata   | Equipo libre       |
| 2016               | Londres (Reino Unido)    | Medalla de plata   | Dúo técnico mixto  |
| 2016               | Londres (Reino Unido)    | Medalla de bronce  | Equipo técnico     |
| 2016               | Londres (Reino Unido)    | Medalla de bronce  | Combinación libre  |
| 2018               | Glasgow (Reino Unido)    | Medalla de plata   | Dúo técnico mixto  |
| 2018               | Glasgow (Reino Unido)    | Medalla de plata   | Dúo libre mixto    |